# Polyardis triangula
Polyardis triangula är en tvåvingeart som beskrevs av Jaschhof 2004. Polyardis triangula ingår i släktet Polyardis och familjen gallmyggor. Inga underarter finns listade i Catalogue of Life.